# Maju Trindade
Maria Júlia Trindade Frias Devásio (Catanduva, 13 de junho de 1998) é uma atriz, modelo e youtuber brasileira.

## Biografia
Nascida em Catanduva, no interior de São Paulo. Ela ficou conhecida após seu namoro com o também youtuber Mauro Morizono Filho, o Japa. Esta relação durou menos de um ano. A modelo processou o vlogger após ele detalhar explicitamente em seu livro, O Diário do Japa, três relações íntimas entre o casal sem permissão prévia, o que levou ao cancelamento do livro em sua pré-venda.
Seu livro "Maju" foi marcado por críticas vindas do movimento negro, após ela afirmar nele que tinha "alma negra" por gostar de rap. Maju Trindade tem usado seus canais em redes sociais para divulgar sua história de conversão aos seus seguidores.[carece de fontes?]

## Filmografia
| Cinema | Cinema        | Cinema    | Cinema       |
| Ano    | Título        | Papel     | Nota         |
| ------ | ------------- | --------- | ------------ |
| 2017   | Os Penetras 2 | Ela mesma | [ 9 ] [ 10 ] |

## Premiações e indicações
| Ano  | Prêmio                       | Categoria               | Resultado | Ref.   |
| ---- | ---------------------------- | ----------------------- | --------- | ------ |
| 2016 | Meus Prêmios Nick            | Gata do Ano             | Indicado  | [ 11 ] |
| 2019 | MTV Millennial Awards Brasil | Arrasa no Style         | Venceu    | [ 12 ] |
| 2020 | Meus Prêmios Nick            | Conteúdo Digital do Ano | Indicado  | [ 13 ] |